# St. Marien (Veerßen)

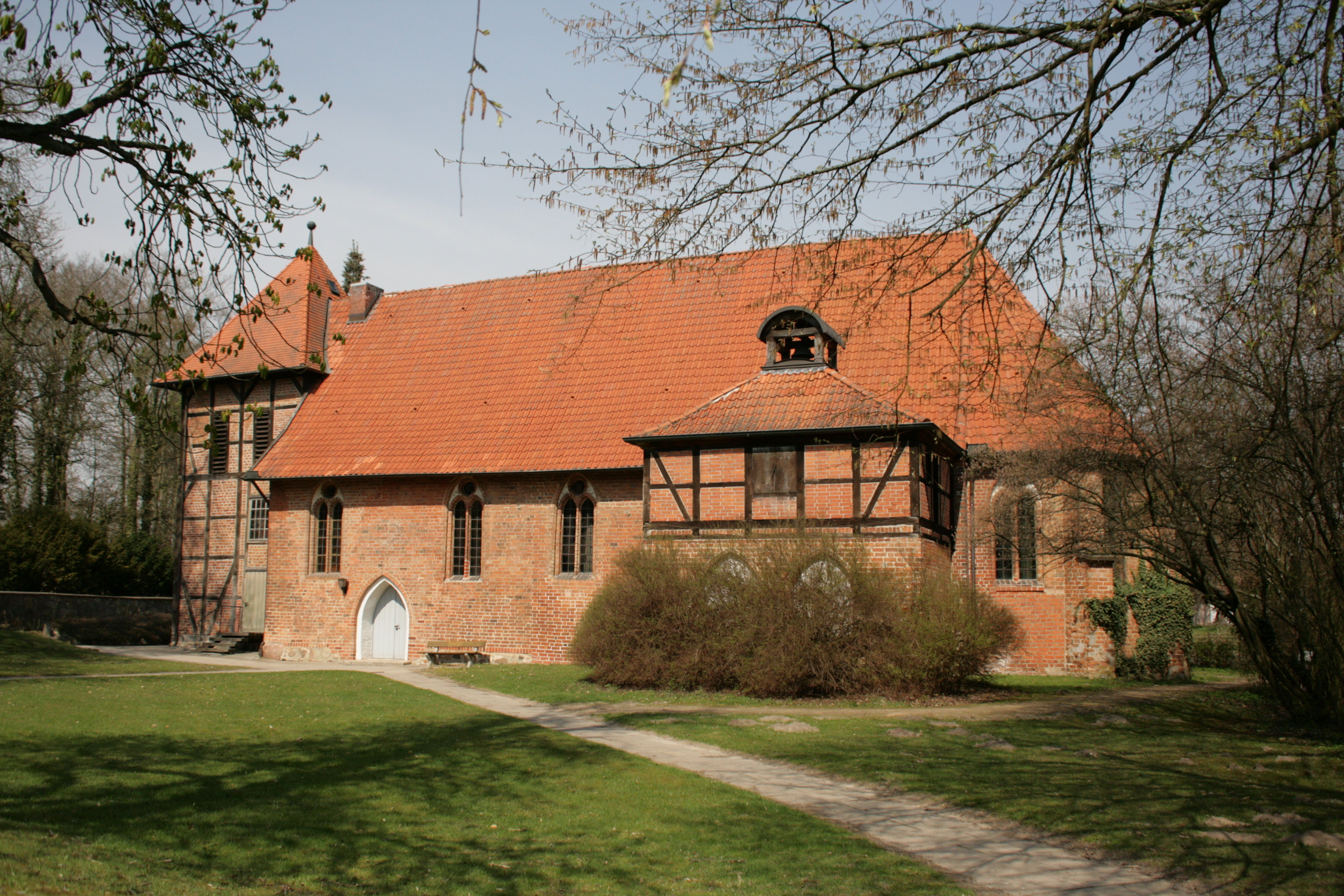
St.-Marien-Kirche in Veerßen

Die evangelisch-lutherische St.-Marien-Kirche befindet sich im Ortsteil Veerßen am Südwestrand von Uelzen.

## Die Kirche
Die Kirche wird erstmals im Jahr 1302 urkundlich erwähnt. Sie ist als einschiffige Kirche aus Backstein im gotischen Baustil errichtet. Der Bau mit halbrunder Apsis wurde 1611 auf die heutige Größe erweitert: Im Chorraum Rippengewölbe, im Schiff Holzbackendecke. Der Kirchturm im Fachwerkstil ist 17,70 m hoch und stammt aus dem 17. Jahrhundert. Die größere Glocke wurde 1332 gegossen und ist die älteste Kirchenglocke im Regierungsbezirk Lüneburg. Die kleinere Glocke stammt aus dem Jahr 1963. Im Inneren befinden sich mehrere Grabplatten. Die Kanzel stammt aus der Renaissance. Die farbigen Fenster wurden im 16. Jahrhundert von Uelzer Ratsherren und Kaufleuten gestiftet und stellen biblische Szenen und Familienwappen dar. Die Orgel wurde 1968 von der Fa. Eule (Bautzen) gebaut.
Besonders sehenswert ist der Altaraufsatz vom Anfang des 16. Jahrhunderts, der in seinem Mittelteil die Kreuzigung Christi zeigt. Außerdem befinden sich in einer Wandnische Figuren eines Altars aus der Zeit von 1490. Als Besonderheit weist die Kirche in einem südlichen Anbau eine Begräbnisstätte der hier ansässigen Adelsfamilie von Estorff auf.
In den Sommermonaten ist die Kirche an allen Nachmittagen täglich zur Besichtigung geöffnet.

## Geschichte der Kirche und des heutigen Innenbaus
Die Geschichte der Kirche ist von Anfang an mit der Familie von Estorff verbunden. Seit 1313 ist Veerßen selbständige Gemeinde, sie erhielt jedoch erst 1961 eine eigene Pfarrstelle. Bis dahin war sie mit der Klosterkirche in Oldenstadt pfarramtlich verbunden.

### Die Rolle der Familie Estorff für die Veerßer Kirche
Ludolf August von Estorff (1650–1723), Sohn des adligen Ludolf Otto I. von Estorff (1619–1691), leistete von 1668 bis 1685 Dienst im Lüneburger Heer und verließ dieses 1685 als Hauptmann. Er heiratete Ursula Dorothea Schenck von Winterstedt (1664–1709) im Jahre 1686 und stiftete der Kirchengemeinde Veerßen einen edel geformten, silbernen Abendmahlskelch, dessen Cuppa vergoldet ist. Der Kelch trägt die Wappen der beiden Familien und wird heute noch im Gottesdienst genutzt.
1687 löste Ludolf August den Veerßer Besitz unter Namen seines Vaters und mit dem Geld seiner Ehefrau ein. Mit einem Schreiben an die „Land-Directorin“  des Michaelisklosters in Lüneburg bat er um einen Zuschuss für den Bau eines neuen Glockenturms. Aus dem Brief geht hervor, dass der alte Turm abgebrochen sein muss und ein Teil des Glockenstuhles in den neuen Turm eingebaut wurden. Der heutige Turm kann demnach erst im Jahre 1694 gebaut worden sein. 1782 geschah die nächste Turmrenovierung. Ludolf August von Estorff trug demnach einen einflussreichen Teil zur Geschichte der Veerßer Kirche bei.

### Das „Bündnis von Thron und Altar“
Der Siebenjährige Krieg ruinierte das Gut und zwang die Bevölkerung in Armut. Die Familie Estorff finanzierte kurfürstliche Truppen und litt finanziell stark nach der Niederlage dieser gegen die französischen Truppen. Demnach konnte in dieser Zeit nicht viel für die Unterhaltung des Kirchenbaus getan werden.
Im Jahr 1792 trat das Michaeliskloster in Lüneburg seine Kirchenaufsicht an das landesherrliche Konsistorium in Hannover ab. 500 Jahre Verbindung von Veerßen und Lüneburg gingen damit zu Ende. Die Kirchengemeinde Veerßen war nun fest an den Landesherren in Hannover gebunden. Dieses „Bündnis von Thron und Altar“ prägte das 19. Jahrhundert bis zum endgültigen Ausgang am Ende des Ersten Weltkrieges.

## Die Glocken

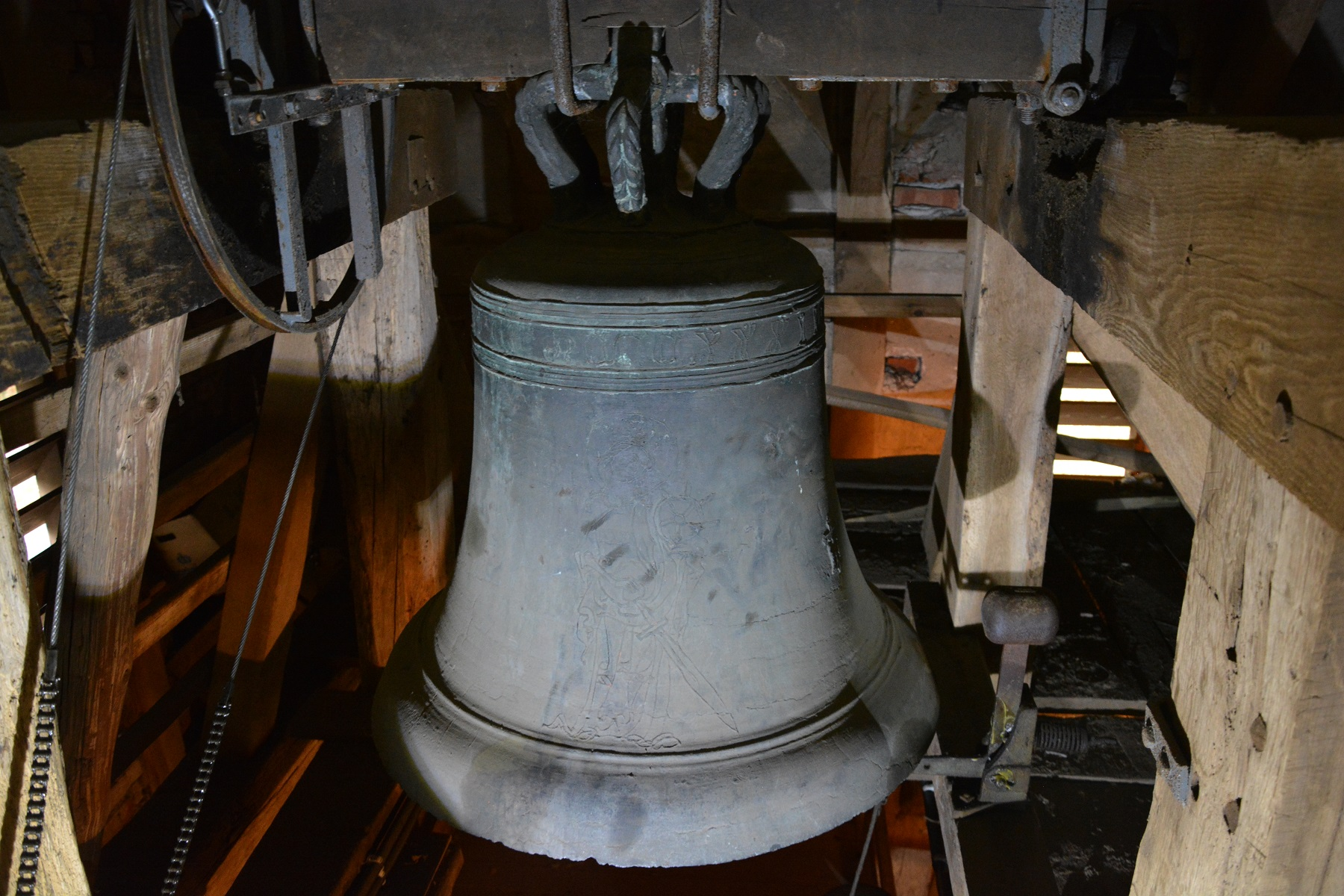
Die gotische Glocke

Im Turm hängt ein zweistimmiges Geläute in schwerer Rippe, welches eine wertvolle gotische Glocke beinhaltet.

|          | Name      | Ø      | kg     | Gießer          | Gussort    | Gussjahr | Ton     | Inschrift                            |
| -------- | --------- | ------ | ------ | --------------- | ---------- | -------- | ------- | ------------------------------------ |
| Glocke 1 | Katharina | 920 mm | 476 kg | Meister Ulricus | Lüneburg   | 1332     | b'-4    | O REX GLORIE VENI CUM PACE MCCCXXXII |
| Glocke 2 | -         | 740 mm | 316 kg | F. W. Schilling | Heidelberg | 1963     | des''-6 | -                                    |

## Geistliche von 1295 bis 1991

### In Veerßen bis zur Reformation 1530
1. Ludolf Grope             Pleban      1295
2. Alvericus                Priester    1325/1327
3. Hermen                   Kirchenherr 1352
4. Ludeke/Luders            Vikar       1352/1357
5. Alvercius                Herr        1358
6. Cord                     Pfarrer     1380
7. Eylard Volkmers          Vikar       1380
8. Conrad                   Rektor      vor 1398
9. Johann Wiese             Vikar       1369/1405
10. Johannes Wulhause        Pfarrer     vor 1405
11. Friedrich von Liedern    Pfarrer     1406
12. Jettebrock               Vikar       1427
13. Johann Meyer             Vikar       1434
14. Bernhard Schikkelse      Vikar       1439
15. Bernhard von Liedern     Pfarrer     1464
16. Johann VI.von Estorff    Pfarrer     1477–1482
17. Hermann Crevet           Vikar       1529
18. Christoph Jettebrock     Vikar       1529
19. Franziskus v. Sehnden    Vikar       1529

### Pastoren in Oldenstadt und Veerßen von 1530 bis 1961
1. Johannes PLotzer                     1530–1545
2. Arnd May                            1545–1557
3. Erasmus Elers                       1558–1597
4. Rudolf Elers                        1597–1625
5. Nicolaus Rode                       1625–1642
6. Heinrich Bertram                     1642–1655
7. Leopold Zien                        1655–1678
8. Daniel Dietrich Muxol               1678–1681
9. Gideon Friedrich Sürssen              1681–1684
10. Friedrich Heinrich Hecht            1684–1687
11. August Johann Wilhelmi             1689–1714
12. Petrus Helm                        1715–1720
13. Daniel Richard Balthasar           1722–1730
14. Adolf Hinrich Quermann             1730–1740
15. Gustav Johann Gersternkorn         1741–1751
16. Georg-Ludwig Wolckenhaar           1751–1763
17. Friedrich Conrad Schulze           1763–1778
18. Christian Friedrich Salfeld        1779–1795
19. Christian Ludwig Albrecht          1796–1814
20. Johann Philipp Albrecht            1814–1827
21. Johann Bornträger                  1827–1836
22. Johann Bernigau                    1836–1861
23. Ernst Christian Paetz              1862–1872
24. Adolf Wilhelm Becker               1873–1878
25. Ludwig Böhmer                      1878–1882
26. Ferdinand Heinrich Woltmann        1883–1901
27. Friedrich Hermann Kreye            1901–1913
28. Hermann Uphoff                     1914–1921
29. Karl Rüppell                       1922–1923
30. Wilhelm Pätz                       1923–1945
31. Johannes Rehse                     1945–1961

### Pastorinnen und Pastoren in Veerßen seit 1962
1. Friedrich Weber                        1962–1969
2. Werner Müller                          1970–1974
3. Rudolf Strack                          1974–1985
4. Joachim Schnell                       1985–1991
5. Dagmar Maxin-Schnell                   1988–1991
6. Anja Stein 1991–1995
7. Volker Horstmann                       1995–